# ウェンディ&ルーシー
『ウェンディ&ルーシー』（Wendy and Lucy）は、2008年のアメリカ映画。日本では劇場未公開、シネフィル・イマジカで放映。
カンヌ国際映画祭ある視点部門出品。

## ストーリー
職を求め、愛犬のルーシーと車でアラスカに向かうウェンディ。道中、彼女はオレゴン州のある街で車内泊する。私有地で一泊していたウェンディは朝、警備員に起こされ、車を移動するよう言われる。どうやら車は故障しているようだ。彼女の持ち金は残り僅か。おまけにルーシーのペットフードも底をつく。
近くのスーパーを訪れたウェンディは、ルーシーを店外の柵にひもで繋ぎ、店に入る。しかしそこでペットフードを万引きした彼女は、店員に捕まってしまう。ルーシーは置き去りのまま、警察に連行されるウェンディ。長い取り調べの後、スーパーに戻るとルーシーは既にそこにはいなかった。
翌日から保健所に行くなどして、ウェンディは必死にルーシーを探す。同時に修理のため車を整備士のところへ預ける。打ちひしがれるルーシーを、携帯電話を貸してくれるなどして励ましてくれたのは警備員だった。
漸くルーシーがある家に保護されていることが分かり、安堵するウェンディ。一方、車の整備士に修理費がとても払える額でないことを伝えられる。
ルーシーに会いに、教えられた住所に向かうウェンディ。家主はちょうど家を出ていった。大きな庭にいるルーシーと再会するウェンディ。彼女はルーシーと最後の棒投げをする。車もお金もない彼女は、ルーシーをこの家に置いていかなければならない。ルーシーと別れた後、ウェンディは貨物列車をヒッチハイクし、一人アラスカに向かう。

## キャスト
- ウェンディ：ミシェル・ウィリアムズ
- 警備員：ウォルター・ダルトン
- アンディ：ジョン・ロビンソン
- メカニック：ウィル・パットン
- 少年：ゲイブ・ネヴァンス

## 評価
レビュー・アグリゲーターのRotten Tomatoesでは186件のレビューで支持率は85%、平均点は7.40/10となった。Metacriticでは32件のレビューを基に加重平均値が80/100となった。